# Rallye Finnland 1980
Die 30. Rallye Finnland (auch 1000-Seen-Rallye genannt) war der 7. Lauf zur Rallye-Weltmeisterschaft 1980. Sie fand vom 29. bis zum 31. August in der Region von Jyväskylä statt.

## Klassifikationen

### Endergebnis
| Rang | Fahrer          | Co-Pilot        | Auto                  | Zeit (Std./Min./Sek.) | Rückstand Sieger (Min./Sek.) Rückstand V (Min./Sek.) |
| ---- | --------------- | --------------- | --------------------- | --------------------- | ---------------------------------------------------- |
| 1    | Markku Alén     | Ilkka Kivimäki  | Fiat 131 Abarth       | 4:24:11               | 00:00                                                |
| 2    | Ari Vatanen     | David Richards  | Ford Escort RS 1800   | 4:25:07               | 00:56                                                |
| 3    | Per Eklund      | Hans Sylvan     | Triumph TR7           | 4:35:25               | 11:14 10:18                                          |
| 4    | Björn Johansson | Ragnar Spjuth   | Opel Ascona 400       | 4:36:43               | 12:32 01:18                                          |
| 5    | Lasse Lampi     | Pentti Kuukkala | Ford Escort RS 1800   | 4:37:02               | 12:51 00:19                                          |
| 6    | Timo Salonen    | Seppo Harjanne  | Datsun 160J           | 4:39:00               | 14:49 01:58                                          |
| 7    | Tapio Rainio    | Erkki Nyman     | Toyota Celica 2000 GT | 4:44:23               | 20:12 05:23                                          |
| 8    | Erkki Pitkänen  | Roman Fehrmann  | Datsun 160J           | 4:47:43               | 23:32 03:20                                          |
| 9    | Heikki Enomaa   | Jyrki Ahava     | Talbot Sunbeam Lotus  | 4:50:22               | 26:11 02:39                                          |
| 10   | Peter Geitel    | Rolf Mesterton  | Datsun 160J           | 4:57:59               | 33:48 07:37                                          |

Insgesamt wurden 68 von 124 gemeldeten Fahrzeuge klassiert:

### Fahrer-Weltmeisterschaft
| Pos. | Fahrer          | Punkte |
| ---- | --------------- | ------ |
| 1    | Walter Röhrl    | 68     |
| 2    | Markku Alén     | 47     |
| 3    | Anders Kulläng  | 40     |
| 4    | Ari Vatanen     | 35     |
| 5    | Björn Waldegård | 35     |

### Herstellerwertung
| Pos. | Team          | Punkte |
| ---- | ------------- | ------ |
| 1    | Fiat          | 69     |
| 2    | Ford          | 49     |
| 3    | Datsun        | 49     |
| 4    | Mercedes-Benz | 46     |
| 5    | Opel          | 38     |